# Jens Peter Larsen
Jens Peter Larsen (Frederiksberg, 14 giugno 1902 – Copenaghen, 22 agosto 1988) è stato un musicologo e organista danese, specializzato nella musica di Franz Joseph Haydn.

## Biografia
Era figlio dell'ingegnere R. Larsen (morto nel 1922) e della moglie Termanna Husted (morta nel 1947), fu studente della Schneekloths Skole (1920), sostenne l'esame di organista nel 1923 e fu baccelliere nel 1928. Nello stesso anno lavorò come assistente didattico presso l'Università di Copenaghen. Qui divenne professore associato nel 1939, docente di musicologia dal 1945 al 1970 e direttore del Dipartimento di Musicologia dal 1949 al 1965. Curò due edizioni principali della musica di Haydn (pubblicate tra il 1949 e il 1955) ed eseguì una ricognizione di opere attribuite a Haydn di incerta autenticità. Il risultato della ricerca culminò nella sua tesi di dottorato La Tradizione di Haydn del 1939, lavoro che lo pose al livello dei principali studiosi internazionali di Haydn.
In qualità di professore, fu impegnato nello studio delle opere di Georg Friedrich Händel. Oltre a dedicarsi a Händel, Larsen pubblicò influenti articoli sull'autenticità stilistica nell'esecuzione della musica barocca e del classicismo viennese.
Egli fu anche organista e con il suo buon amico, Mogens Wöldike, è stato co-curatore del libro corale danese (Den danske Koralbog, prima edizione nel 1954), che è l'innario del salterio danese.
Fu organista della chiesa di Vangede dal 1930 al 1945, insegnante di canto liturgico al seminario dal 1933, docente nello stesso seminario dal 1943 al 1971, esaminatore presso l'Accademia reale danese dal 1951 al 1963. Fu visiting professor all'Università della California a Berkeley nel 1961; tenne conferenze a Princeton e a Harvard. Fu docente alle università di Oslo nel 1963, di Magonza nel 1966, dell'Università del Wisconsin a Madison nel 1971-1972 e tenne lezioni a Pittsburgh, a Princeton, nel New Brunswick, a Filadelfia, nel 1971, a Francoforte sul Meno, a Chicago, a New York nel 1972, a Saarbrücken, a Rochester (NY), alla Cornell University, nel 1973.

## Opere
- Messetoner (1935, 3ª ed. 1965)
- Die Haydn Überlieferung (tesi di dottorato, 1939)
- Drei Haydn-Kataloge (1941)
- Weyses Sange (1942)
- Handel's Messiah (1957, 2ª ed. 1972)
- Handel Studies (1972)
- co-curatore di Forslag til en dansk Højmesseliturgi (1943)
- co-curatore di Musikbilag til Prøveritualbogen (1963)
- co-curatore di Den danske Koralbog (con Mogens Wöldike, 1ª ed. 1954, 1ª ed. riv. 1973)
- co-curatore di Nordisk Koralbok (1961)